# Robert Willstedt
Robert Willstedt, född 25 februari 1982, är en av grundarna till hårdrocksbandet Moonlight Agony där han spelar trummor och gitarr. Willstedt har spelat i bandet sedan 1999. Numer är Willstedt aktiv som VD för mjukvaruföretaget FEO Media AB som tillverkar applikationer till smartphones. 